# Нікос Ікономопулос
Нікос Ікономопулос (грец. Νίκος Οικονομόπουλος, 30 червня 1984, Патри) — грецький співак, набув популярності після перемоги у талант-шоу «Dream Show-the Music 2». Співпрацював зі Стаматісом Гонідісом, Анною Віссі, Нікосом Макропулосом.

## Біографія
Нікос Ікономопулос народився в Патрах 30 червня 1984 року. До 17 років жив у рідному місті, здобув середню освіту. Згодом розпочав музичну кар'єру, співав у різних містах, спочатку на Пелопоннесі, а потім у Північній Греції. Водночас працював у піцерії та рибалкою. У грудні 2006 року став переможцем реаліті-шоу «Dream Show» телеканалу Alpha TV.
Свій перший сольний альбом Нікос Ікономопулос випустив у листопаді 2007 року під назвою «Перше кохання» (грец. Πρώτη αγάπη). Кілька пісень альбому швидко стали широко відомими, серед таких «Δεν είσαι ενταξει», «Όλα για σένα», «Κοίτα να μαθαίνεις», «Δυο Σπασμένα Ποτήρια» та «Αυτό το αστέρι». У червні 2008 року він отримав нагороду MAD Video Music Awards у номінації Найкращий артист-початківець.
У грудні 2008 року випущений максі-сингл під назвою «Και μη γυρίζεις» під лейблом Sony Music Greece. Того самого місяця відбувся реліз повноцінного студійного альбому під назвою «Άκουσα…». У червні 2009 року Нікос Ікономопулос здобув чергову премію від Mad Video Music Awards у номінації «Найкращий відеокліп — сучасна лаїка».
У грудні 2010 року вийшов новий альбом співака під назвою «Δώρο για σένα» (укр. Подарунок для тебе). Надзвичайно популярним став однойменний трек, а також «Ξημερώνει (Καλημέρα)», «Ετσι νομίζεις». Наприкінці 2011 року випущені сингли «Καλή καρδιά», «Και τι έγινε» та «Είναι ν' απορείς». 16 грудня відбувся реліз нового альбому під назвою «Θα είμαι εδώ».
Впродовж 2012 року співак випустив кілька синглів «Ησυχία», «Εννοείται» та «Ώρα να πηγαίνω». У грудні 2012 року відбулася презентація нового альбому під назвою «Εννοείται», до якого загалом увійшли 14 нових пісень. Сере авторів пісень Панос Капіріс, Йоргос Сабаніс, Лемоніс Скопелітіс, Елені Яннацуліа та ін. Взимку 2012-2013 Нікос Ікономопулос виступав спільно зі Стоматісом Гонідісом та Катериною Стікуді в афінському клубі FEVER. 23 серпня 2013 року відбулася прем'єра спільної програми Янніса Плутархоса і Нікоса Ікономопулоса на сцені клуба Θέα (Thea Live), в програмі бере участь гурт Melisses ,. Взимку 2013 - 2014 року Нікос виступає на сцені афінського клубу Fever разом з Василісом Каррасом. 5 грудня 2013 року, напередодні прем'єри, він представив новий альбом «Ειλικρινά», який вийшов під ліцензією ΜΙΝΟS ЕМІ . В альбом увійшли 16 нових пісень. У перші же дні продажів альбом «Ειλικρινά» став двічі платиновим. Церемонія нагородження відбулася 14 грудня 2013 року в Fever під час офіційної презентації альбому. Під час церемонії Нікосу була також вручена нагорода за попередній альбом «Εννοείται», продажі якого перевищили 120 000 . Взимку 2014 — 2015 Ікономопулос виступає в клубі Fever в Афінах разом з Ванді.
На честь десятирічної кар'єри Нікоса в грецькій дискографії 8 грудня 2017 року компанія Minos EMI / Universal випустила новий альбом співака «10». Пісня з цього альбому «Για Κάποιο Λόγο», яка була написана композитором Сабанісом перевищила 30 мільйонів переглядів (на 12 квітня 2018 р.) і стала найпопулярнішою піснею виконавця на Youtube.

## Дискографія
У складі Out Of Control
- 2000: Κοινωνικά Υποπροϊόντα

Сольна кар'єра
- 2007: «Μάτια μου» (cd-сингл)
- 2007: «Πρώτη αγάπη»
- 2008: «Και μη γυρίζεις» (maxi-сингл)
- 2008: «Ακουσα…»
- 2009: «Κατάθεση Ψυχής»
- 2010: «Δώρο για σένα»
- 2011: «Θα είμαι εδώ» (платиновий)[19]
- 2012: «Εννοείται» (платиновий)
- 2013: «Ειλικρινά» (платиновий)
- 2014: «Για Χίλιους Λόγους» [20]
- 2015: «Ένα μικρόφωνο κι εγώ» [21] (поліплатиновий)[22]
- 2017: «10» (платиновий)
- 2018: «Δυο ζωές (сингл)»
- 2019: «Βάλτο Τέρμα (сингл)»